# عقيدات بون
عقيدات بون بالإنجليزية:Bohn's nodules هي كُيَيسات بيضاء ملساء اشتمالية في حنك الوليد. توجد عند نقطة الاتصال بين الحنك الصلب والحنك اللين، وعلى طول الأجزاء الخديَّة واللسانية للحروف السنيَّة، بعيداً عن الخط المتوسط للحنك. يتراوح حجم تلك العقيدات بين 1-3 مم وتكون مليئة بالكيراتين.
تنشأ هذه العقيدات نتيجة تَنَكُّسٌ كيسِيّ في الفُضالَةٌ الظِهارِيَّة للصفيحة السنيّة. تكون تلك العقيدات حميدة، وعادة ما تختفي في غضون الأشهر الثلاثة الأولى من الحياة. عقيدات بون تشبه في مظهرها لآلئ إبشتاين، والتي تظهر على سقف الفم.
تم تسمية عقيدات بون نسبة لطبيب الأطفال الألماني هاينريش بون (1832-1888)، مؤلف Die Mundkrankheiten der Kinder ( أمراض الفم لدى الأطفال ).